# Щорічні збори Ради Керуючих ЄБРР у Києві
«Щорі́чні збо́ри ра́ди Керу́ючих ЄБРР у Ки́єві» — пам'ятна монета номіналом 2 гривні, випущена Національним банком України. Присвячена Щорічним зборам Ради Керуючих ЄБРР у Києві 1998 року.
Монету введено в обіг 8 травня 1998 року. Вона належить до серії «Інші монети».
Серед пам'ятних та ювілейних монет України з недорогоцінних металів, дана монета має найбільшу вартість, через свій невеликий тираж відносно інших монет — 10 000 шт (інші пам'ятні монети з недорогоцінних металів мають тиражі від 15 000 шт і вище).

## Опис монети та характеристики
| Номінал грн. | Метал      | Маса, грам | Діаметр, мм. | Якість виготовлення | Гурт     | Тираж, штук                                       |
| ------------ | ---------- | ---------- | ------------ | ------------------- | -------- | ------------------------------------------------- |
| 2            | нейзильбер | 12,8       | 31,0         | анциркулейтед       | рифлений | 10 000 (у тому числі 5 000 у сувенірній упаковці) |

### Аверс
На аверсі монети розміщено зображення малого Державного Герба України в умовному квадраті, утвореному прямими написами: «УКРАЇНА» (вгорі), «2 ГРИВНІ» (внизу), «1998» (ліворуч).

### Реверс

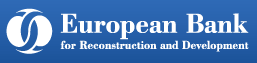
Логотип ЄБРР

На реверсі монети розміщено логотип Щорічних зборів Ради Керуючих ЄБРР у Києві 1998 року, який складається із зображення пам'ятника легендарним засновникам Києва та логотип власне ЄБРР, в умовному квадраті, утвореному прямими написами: «EBRD ANNUAL MEETING» (унизу), «BOARD OF GOVERNORS» (праворуч), «KYIV MAY 1998» (ліворуч).

5000 монет із загального тиражу було випущено у буклетах
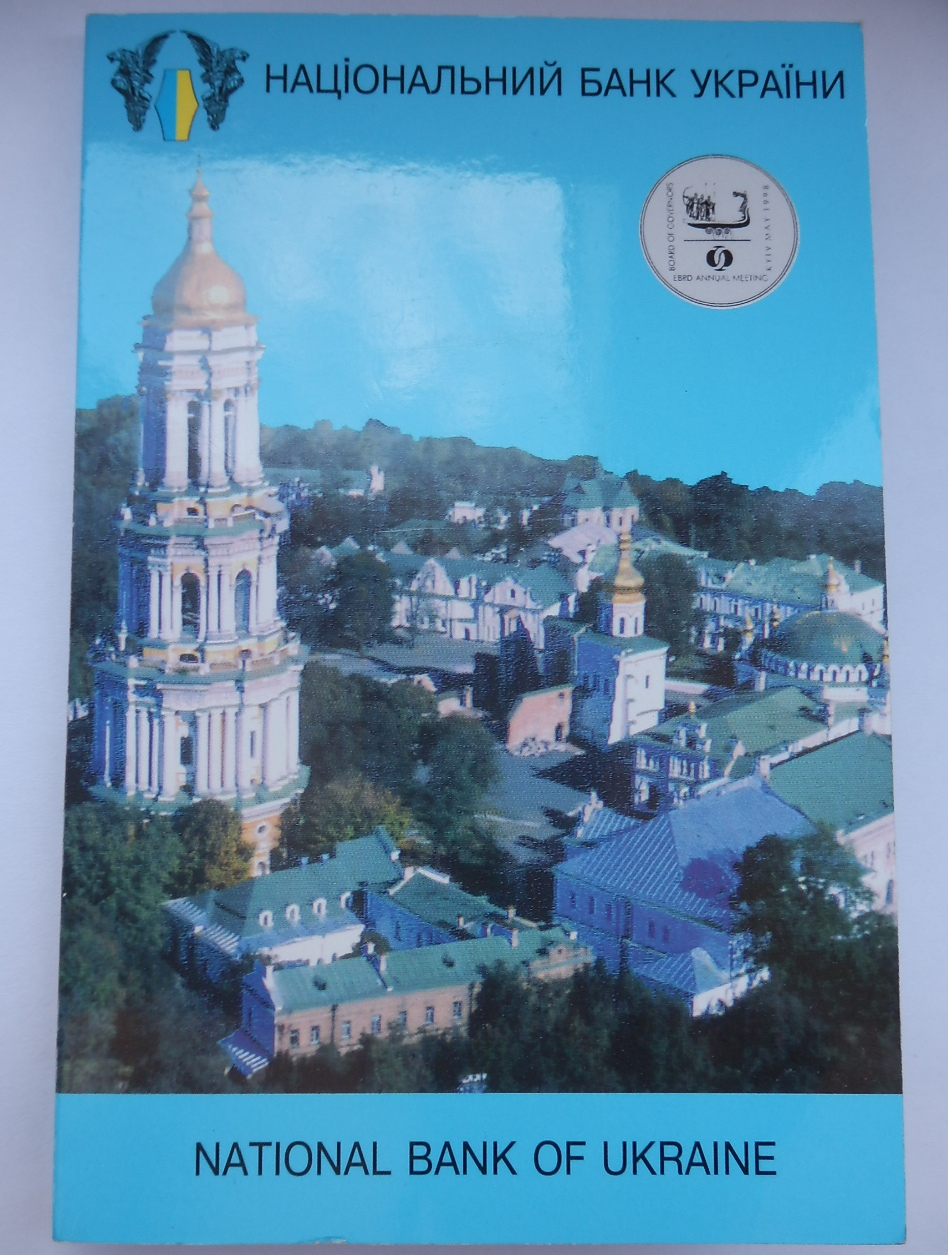
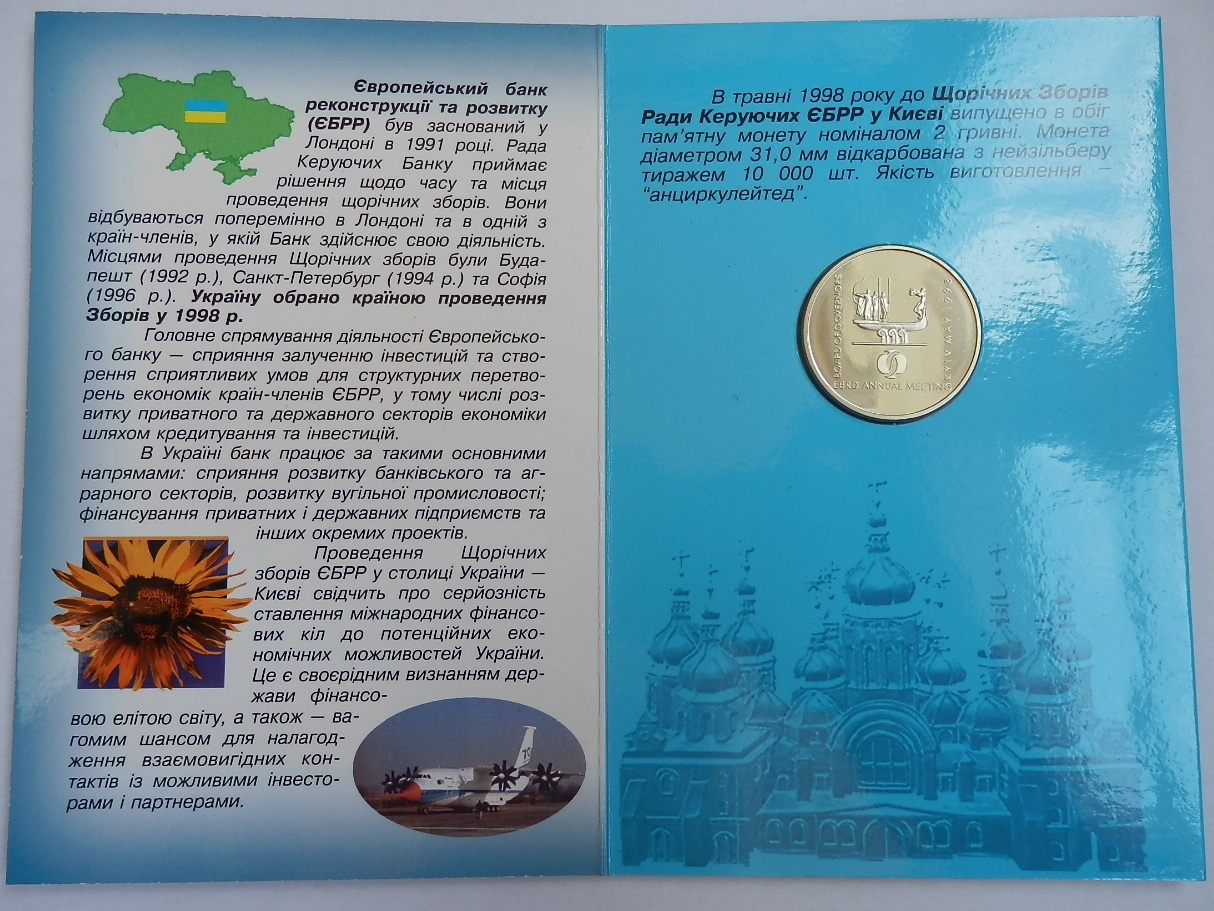
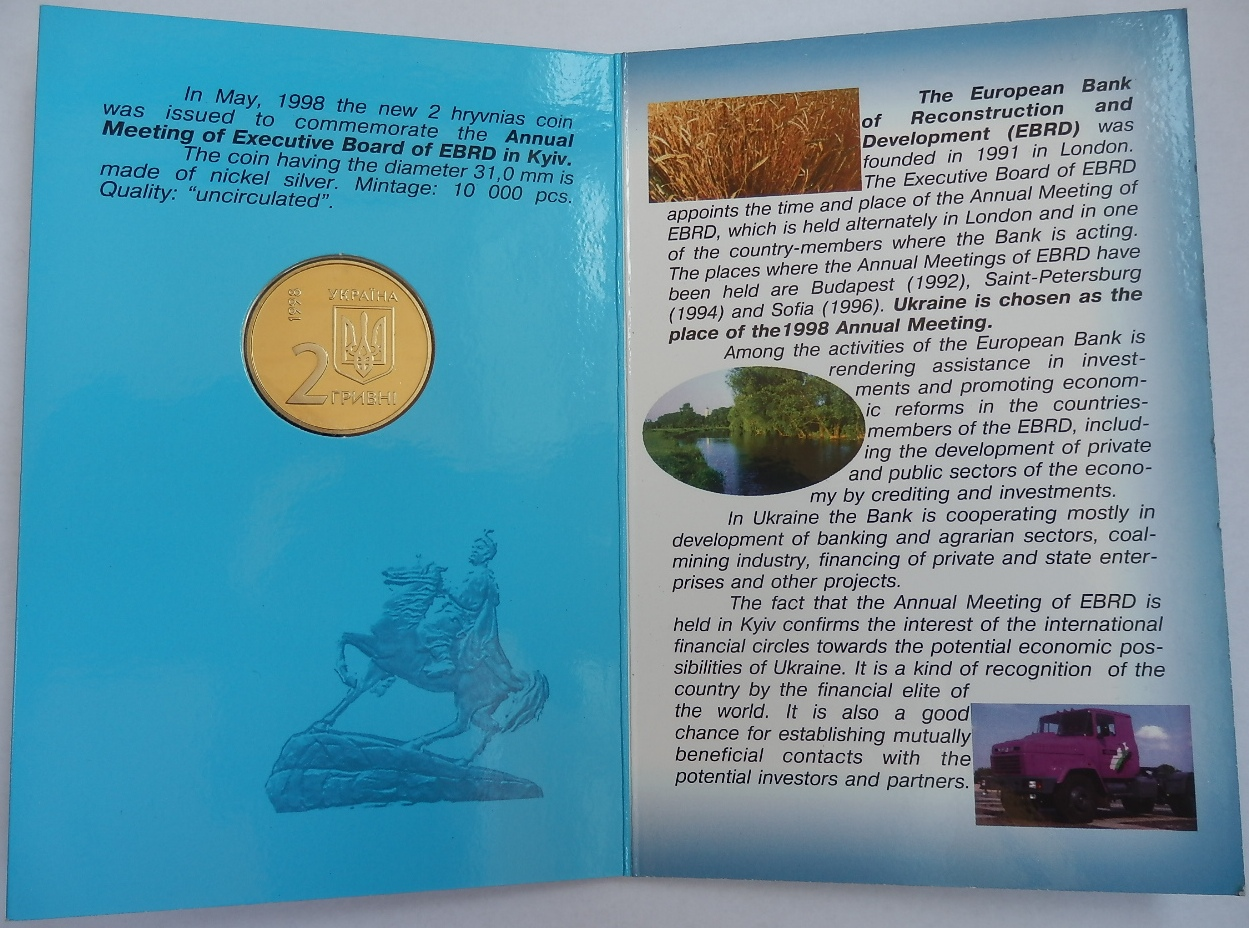

## Автори
- Художники: Домовицьких Наталія, Терьохіна Оксана[1].
- Скульптори: Дем'яненко Володимир, Атаманчук Володимир.

## Вартість монети
Під час введення монети в обіг 1998 року, Національний банк України реалізовував монету за ціною 4 гривні (7 грн у сувенірній упаковці).
Фактична приблизна вартість монети, з роками змінювалася так:
| Рік        | 2002  | 2003  | 2004   | 2005   | 2006 | 2007  | 2008  | 2009  | 2010  | 2011  | 2012  | 2013  | 2014  | 2015  | 2016  | 2017  | 2018  | 2019  | 2020  | 2021  |
| ---------- | ----- | ----- | ------ | ------ | ---- | ----- | ----- | ----- | ----- | ----- | ----- | ----- | ----- | ----- | ----- | ----- | ----- | ----- | ----- | ----- |
| Ціна, грн. | 150   | 150   | 170    | 500    | 800  | 1 600 | 2 500 | 2 800 | 2 800 | 2 500 | 2 500 | 2 500 | 2 600 | 3 300 | 6 500 | 8 800 | 7 800 | 7 500 | 8 000 | 7 600 |
| Рік        | 2022  | 2023  | 2024   | 2025   |      |       |       |       |       |       |       |       |       |       |       |       |       |       |       |       |
| Ціна, грн. | 7 600 | 8 800 | 15 700 | 19 200 |      |       |       |       |       |       |       |       |       |       |       |       |       |       |       |       |